# Stechow-Ferchesar
Stechow-Ferchesar est une commune allemande de l'arrondissement du Pays de la Havel, Land de Brandebourg.

## Géographie
Stechow-Ferchesar se situe au bord du lac de Hohennauen-Ferchesar.
La commune comprend les quartiers de Ferchesar, Stechow et Lochow.
| Seeblick |                   | Kleßen-Görne |
| Rathenow | Stechow-Ferchesar | Kotzen       |
|          | Nennhausen        |              |

Stechow-Ferchesar se situe sur la Bundesstraße 188 et la ligne de Berlin à Lehrte.

## Histoire
Stechow est mentionné pour la première fois en 1375 et Ferchesar en 1438.
Les deux communes fusionnent le 31 décembre 2002.

## Personnalités liées à la commune
- Clara Bohm-Schuch (1879-1936), femme politique née à Stechow
- Ilse von Bredow (1922-2014), écrivain